# Weinmannia tomentosa
Weinmannia tomentosa là một loài thực vật có hoa trong họ Cunoniaceae. Loài này được L.f. miêu tả khoa học đầu tiên năm 1782.